# Майя (народ)

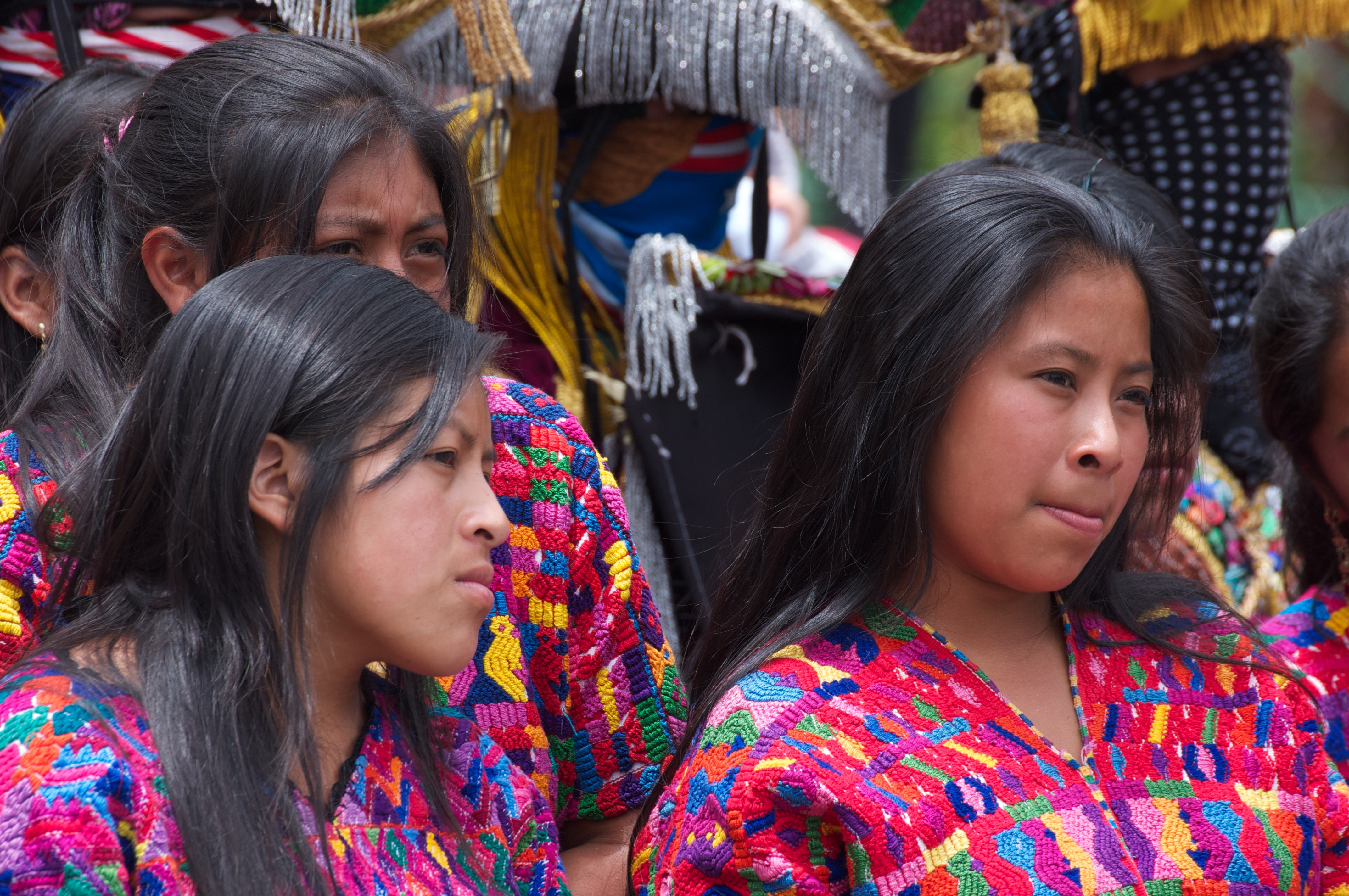
Молодые женщины майя в национальной одежде, Гватемала.

Ма́йя — народ (группа родственных народов) индейского происхождения численностью не менее 6 миллионов человек в Мезоамерике.
Говорят на 25 языках языковой семьи майя-киче. Часть майя перешла на испанский язык, большинство владеющих родным языком двуязычны. Являются потомками народа, создавшего древнюю цивилизацию Майя.

## Области проживания
Больше всего майя проживает в южных штатах Мексики: Чьяпас, Кампече, Юкатан, Кинтана-Роо и Табаско. В Белизе майя составляют 10 % населения. В Гватемале майя себя считают более половины 12-миллионного населения страны. Майя также проживают в западной части Гондураса, Сальвадора и в меньших количествах в остальных странах Центральной Америки.

### Полуостров Юкатан
На полуострове расположены мексиканские штаты Юкатан, Кинтана-Роо, Кампече. Большинство населения штатов являются майя по происхождению, но население западной части полуострова сильно ассимилировано. Даже те, кто дома говорят на майяских языках, часто идентифицируют себя как метисы. В отличие от горных племен в Гватемале, майя Юкатана говорят на едином юкатекском языке и идентифицируют себя просто как майя, без племенного уточнения.
На востоке полуострова (штат Кинтана-Роо) майя менее ассимилированы, многие, особенно в сельской местности, не говорят по-испански. В середине XIX столетия в этом районе вспыхнуло восстание, одно из самых крупных и самое удачное восстание коренных жителей Америки новейшего времени, известное как Юкатанская война рас (каст). Независимое индейское государство Чан-Санта-Крус было даже признано Британской империей. В наше время на побережье Кинтана-Роо развиваются морские курорты и правительство Мексики поощряет переселение сюда граждан из других районов страны.

### Чьяпас
В штате проживают майянские народности цоциль и цельталь (в горной местности) и чоль в джунглях.
Многие майя поддерживают Сапатистскую армию национального освобождения, действующую в регионе и добивающуюся независимости территорий, населённых индейцами.

### Гватемала
Составляют 65 % населения страны и сохраняют 23 языка, принадлежащих к семье языков майя-киче, многие из которых достаточно разные по прямому происхождению и принадлежат к различным группам. Уровень понимания между различными языками разный, между некоторыми почти нулевой (например между группой языков мам и языками группы киче).
Социально-этнический уровень также неоднороден, некоторые народы конфликтуют с доколумбовых времён (например, какчикели и киче, мамы и киче и т. д.).

## Промыслы
Часть товаров изготовляется во всех регионах народа майя, другая часть производится лишь в определённых регионах, некоторые деревни производят только какой-то один тип товара.
Производство текстиля наиболее развито в нагорных местах Гватемалы и Чьяпаса. Там производятся рубашки, блузы и другие предметы из ткани. А из волокон хенекена производят сумки, верёвки, пояса, сети и гамаки. В ряде мест, независимо от ландшафта, делают корзины, шляпы и циновки, особенно ценятся юкатанские изящные шляпы из листьев пальмы.
Важную роль играет гончарство, хотя качество продукции значительно ниже качества аналогичной продукции древней цивилизации майя, продукция весьма редко расписывается и как правило предназначена для домашнего использования. Все больше становится пластмассовой и металлической посуды.
В нагорных районах часто делают каменные зернотёрки, хотя все чаще используются небольшие металлические мельницы, либо маис отвозится к большим мельницам. На Гватемальском нагорье одним из популярных промыслов является создание адобы, используемой при возведении домов, в некоторых местах производят и черепицу, используемую при создании крыш. Также популярно производство древесного угля.
Кроме того, майя производят сахар (называемый «панела») из сока сахарного тростника.
В лесных районах делают мебель и другие деревянные предметы.
В Юкатане и Кампече из панцирей морских черепах и золотой филиграни делают различные изделия и украшения. Народ лакандонов по-прежнему производит луки со стрелами, но в наше время уже для продажи их туристам в качестве сувениров.